# 에스쿠인틀라주

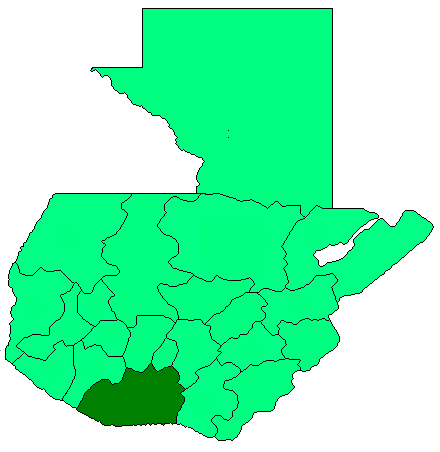
에스쿠인틀라 주의 위치

에스쿠인틀라주(스페인어: Departamento de Escuintla)는 과테말라 남부에 위치한 주로 주도는 에스쿠인틀라이며 면적은 4,384km2, 인구는 538,746명(2002년 기준)이다.
북동쪽으로는 사카테페케스 주와 과테말라 주, 북쪽으로는 치말테낭고 주, 북서쪽과 서쪽으로는 수치테페케스 주와 접하며 남서쪽과 남쪽, 남동쪽으로는 태평양과 접한다. 13개 지방 자치체를 관할한다.